# Borodino
Borodino (Бородино́) je vesnice v Rusku, poblíž Moskvy a 12 km od Možajsku s 60 obyvateli. Známá je především kvůli bitvě, kterou poblíž ní svedl Napoleon s maršálem Kutuzovem. V roce 1941 se poblíž této vesnice zase střetla německá a sovětská vojska v rámci bitvy před Moskvou.